# デイズ・オブ・スピード
デイズ・オブ・スピード（Days of Speed）は、ポール・ウェラーが2001年に発表したライヴ・アルバム。バック・バンドを従えず、ギター弾き語りによる歌と演奏を収録。Go! Discsの創設者アンディ・マクドナルドが新設したレーベル、Independiente Recordsへの移籍第1弾で、日本発売はエピックレコードジャパンより。

## 解説
2001年、ポールは弾き語りによるヨーロッパ・ツアーを行う。一部の曲でエレクトリックギターも使用したが、主にアコースティック・ギターを中心に演奏。様々な公演地（後述）での音源を1枚のアルバムにまとめて制作。
ソロ活動初期のライヴ・アルバム『ライヴ・ウッド』（1993年）と異なり、ポールがかつて在籍していたザ・ジャムの楽曲（「イングリッシュ・ローズ」「ザッツ・エンターテインメント」「悪意という名の街」）、スタイル・カウンシルの楽曲（「ダウン・イン・ザ・セーヌ」「ヘッドスタート・フォー・ハピネス」）も取り上げられている。日本盤CDのみ、同ツアー音源からザ・ジャムのシングルB面曲「バタフライ・コレクター」がボーナス・トラックとして収録された。iTunes Store版では同曲に加え「カーネーション」が追加された。（共に2002年のイギリス盤シングル「It's Written In The Stars」カップリング曲）

## 収録曲
全曲ポール・ウェラー作。
1. ブラン・ニュー・スタート - "Brand New Start" - 3:45
2. ザ・ラヴド - "The Loved" - 4:23
3. アウト・オブ・ザ・シンキング - "Out of the Sinking" - 3:33
4. クルーズ - "Clues" - 4:38
5. イングリッシュ・ローズ - "English Rose" - 2:44
6. アバヴ・ザ・クラウズ - "Above the Clouds" - 3:45
7. ユー・ドゥ・サムシング・トゥ・ミー - "You Do Something to Me" - 3:43
8. アマングスト・バタフライズ - "Amongst Butterflies" - 2:50
9. サイエンス - "Science" - 3:53
10. バック・イン・ザ・ファイアー - "Back in the Fire" - 4:57
11. ダウン・イン・ザ・セーヌ - "Down in the Seine" - 2:51
12. ザッツ・エンターテインメント - "That's Entertainment" - 3:29
13. ラヴ・レス - "Love-Less" - 4:48
14. ゼア・イズ・ノー・ドリンキング・アフター・ユー・アー・デッド - "There's No Drinking After You're Dead" - 4:33
15. エヴリシング・ハズ・ア・プライス・トゥ・ペイ - "Everything Has a Price to Pay" - 4:06
16. ワイルド・ウッド - "Wild Wood" - 4:03
17. ヘッドスタート・フォー・ハピネス - "Headstart for Happiness" - 2:51
18. 悪意という名の街 - "Town Called Malice" - 3:25
19. バタフライ・コレクター - "The Butterfly Collector" - 3:48
日本盤CD、iTunes Storeボーナス・トラック
20. カーネーション - "Carnation" - 3:24
iTunes Storeボーナス・トラック

### 各曲の公演日・公演地
アルバムのクレジットに基づく
- 3月19日・ダブリン - 11.
- 4月5日・ミュンヘン - 14.
- 4月7日・ベルリン - 7. 12.
- 5月3日・マドリード - 13.
- 5月15日・ドルンビルン - 3. 4. 16. 17.
- 5月18日・リミニ - 15. 18.
- 6月2日・ロンドン - 1. 2. 6. 19.
- 6月28日・サウサンプトン - 8. 10.
- 7月1日・ウルヴァーハンプトン - 5.
- 7月4日・マンチェスター - 9.